# Punta delle Sengie
Punta delle Sengie (fr. Pointe des Seinges) – szczyt w Alpach Graickich, części Alp Zachodnich. Leży w północnych Włoszech w regionie Dolina Aosty. Należy do masywu Gran Paradiso. Szczyt można zdobyć ze schroniska Bivacco Malvezzi-Antoldi (2920 m).
Pierwszego wejścia dokonali D.W. Freshfield, C.C. Tucker, D. Minnigerode, F. Devouassoud i P.L. Guichardaz 4 września 1876 r.